# Aderus bigeminatus
Aderus bigeminatus es una especie de insecto coleóptero perteneciente a la familia Aderidae. Fue descrito científicamente por George Charles Champion en 1916.

## Distribución geográfica
Habita en China.